# Aes Dana
Aes Dana é uma banda francesa de metal céltico e black metal, formada em 1994 em Paris. O nome Aes Dana, vem do mesmo significado de Tuatha de Danann, quinto povo a habitar a Irlanda, segundo a tradição de Lebor Gabála Érenn.

## Biografia
Aes Dana foi formada em 1994, com Taliesin (guitarra) e Amorgen (flauta Irlandesa), breve ingressado por Vidar (vocal), Storm (bateria), e Christophe (baixo). Sua primeira demo, Chroniques du Crépuscule, foi considerada pela banda como sendo a atmosfera do black metal.
Em 1997 e 1999, Christophe foi substituído por Milambre, e Storm por Juan Jolocaust, e Seth entrou como segundo guitarrista de Taliesin.
Eles gravaram em francês seu primeiro álbum completo em 2000. Seth saiu da banda no mesmo ano, mais tarde sendo trocado por Tilion.
Seguidamente em 2000, a banda começou a adicionar novos instrumentos tradicionais como a fazer a ser mais reconheicda suas músicas. Eles gravaram seu segundo álbum musical, La Chasse Sauvage, em 2001, e seu terceiro Formors, em 2005.
Em 2005, a banda teve uma particularidade por possuir três mulheres em sua formação (Amorgen, Taliesin, e Milambre). Em 2006, Hades saiu e foi substituído por Myrddyn. Em 2008, Taliesin voltou a substituir Benoit, e Ireel substituiu Tilion.

## Formação

### Membros atuais
- Vidar — vocal
- Tilion — guitarra
- Milambre — baixo
- Hades — flauta
- Juan Jolocaust — bateria

### Membros anteriores
- Taliesin — guitarra
- Storm — bateria (1994-1999)
- Seth — guitarras (1997-2000)
- Amorgen — flauta

## Discografia
- 1997 — Chroniques du Crupuscule (Demo)
- 2000 — Promo cd (Demo)
- 2001 — La Chasse Sauvage
- 2005 — Formor